# Schefflera crassissima
Schefflera crassissima är en araliaväxtart som beskrevs av Elmer Drew Merrill. Schefflera crassissima ingår i släktet Schefflera och familjen araliaväxter. Inga underarter finns listade.